# Adrian Pasdar
Adrian Pasdar (Pittsfield, Massachusetts, EUA, 30 de Abril de 1965) é um ator e realizador norte-americano mais conhecido pelo seu papel de Nathan Petrelli na série televisiva Heroes e de Glenn Talbot na série Agents of S.H.I.E.L.D. Adrian participou em várias séries de animação da Marvel, incluindo Ultimate Spider-Man e Avengers Assemble, onde faz a voz de Iron Man.

## Biografia
Adrian nasceu em Pittsfield, no estado do Massachusetts. O seu pai, Homayoon Pasdar era um imigrante iraniano e cirurgião cardiovascular. A sua mãe, Rosemarie nasceu em Königsberg/Kaliningrado, uma cidade que pertenceu à Alemanha até 1945 e que atualmente pertence à Rússia. Rosemarie trabalhou como enfermeira antes de se tornar professora de Inglês e agente de viagens na França. Adrian tem uma irmã mais nova, Anamarie "Pink" Pasdar, que também é atriz.
Adrian completou o ensino secundário no Marple Newtown Senior High School no estado da Pennsylvania e conseguiu uma bolsa de estudos derivada das suas capacidades como jogador de futebol americano para a Universidade da Flórida. No seu primeiro ano de universidade, Adrian sofreu um acidente de viação que o deixou com ferimentos graves no rosto e nas pernas e que o colocou numa cadeira de rodas durante vários meses. As sequelas do acidente fizeram com que ficasse impossibilitado de jogar futebol e obrigaram-no a meses de fisioterapia intensa.
Com o fim da sua carreira no futebol, Adrian decidiu regressar à sua cidade natal e desistir da universidade. Ao chegar à sua cidade começou a trabalhar na companhia de teatro, People's Light and Theather Company, onde era o responsável por som, luz e construção do cenário. Após um acidente laboral, ele usou o dinheiro que ganhou na companhia de teatro para pagar por aulas de teatro no Lee Strasberg Theater and Film Institute em Nova Iorque.

## Carreira

### Cinema
Com 19 anos, Adrian fez uma audição para um papel no filme Top Gun. O realizador Tony Scott ficou tão impressionado que escreveu o papel de "Chipper" para ele. Este papel fez com que o ator conseguisse trabalhar em projetos de relevo durante as décadas de 1980 e 1990. Alguns dos seus filmes mais conhecidos incluem: Solarbabies (1986), Streets of Gold (1986) e o filme de culto sobre vampiros da realizadora Kathryn Bigelow, Near Dark (1987), onde Adrian desempenha o papel principal de Caleb Colton. Em 1992, o ator protagonizou o filme britânico Just Like a Woman, onde interpreta o papel de um travesti. Nesse ano, o ator deixou Hollywood e regressou a Nova Iorque onde trabalhou na caixa de um restaurante. Sobre esta decisão, Adrian disse: 
"Perdi completamente a noção da realidade naquele dia em 1992. Vendi a minha casa com um prejuízo de 200 000 dólares, regressei à costa este e investi o meu dinheiro em Notas do Tesouro. Passei o ano seguinte a trabalhar ao balcão e a tratar do dinheiro da caixa no Vandam Diner, um restaurante em Manhattan que pertencia ao pai de um amigo meu."
Em 1995 escreveu o argumento e realizou a curta-metragem Beyond Belief. Cinco anos depois, realizou o filme neo-noir Cement, uma versão contemporânea da peça Othello de William Shakespeare. O filme contou com Chris Penn, Jeffrey Wright, Sherilyn Fenn e Henry Czerny no elenco e venceu o prémio de Melhor Filme nos festivais de cinema AngelCiti e WorldFest Houston. Adrian disse que gastou "toda a energia e dinheiro que tinha para fazer Cement".

### Televisão
O primeiro papel de relevo de Adrian na televisão surgiu em 1996 quando foi escolhido para protagonizar a série da Fox, Profit. O ator participou no útlimo episódio da quarta temporada de Touched by an Angel. Entre 2000 e 2002, Adrian interpretou o papel do Professor de Antropologia Declan Dunn na série de terror Mysterious Ways no canal PAX.
Adrian participou nas duas últimas temporadas da série Judging Amy da CBS entre 2003 e 2005, onde interpretou o papel de David McClaren. Em 2006 teve um papel de destaque na série Desperate Housewives como advogado da personagem de Gabrielle Solis.
Nesse ano estreou a série Heroes no canal NBC. Na série, Adrian interpreta o papel de Nathan Petrelli, um congressista de Nova Iorque que possui a habilidade de voar. Adrian disse que baseou a personagem nas "pessoas com a moralidade mais líquida" que conheceu na sua vida. Disse ainda que a personagem não foi inspirada por nenhum político em particular, mas antes em vários políticos bons e maus.
Após a sua saída de Heroes em 2009, Adrian começou a trabalhar mais como ator de voz, maioritariamente em séries de animação da Marvel. O papel que desempenha há mais tempo é o de Iron Man, tendo participado nas séries Iron Man (2010), Ultimate Spider-Man (2012-2015), Hulk and the Agents of S.M.A.S.H. (2013-2015) e Marvel's Avengers Assemble (2013-2015), para além de já ter retomado o papel em tele-filmes e jogos de vídeo.
Adrian participa também regularmente em séries. Em 2011 participou em dois episódios de Castle e em 2013 participou em três episódios da série Burn Notice.
Em 2012 fez parte do elenco principal da mini-série Political Animals, onde interpretou o papel de Presidente Paul Garcetti. Entre 2012 e 2013 participou na série The Lying Game no papel de Alec Rybak, um advogado corrupto do Ministério Público.
Entre 2014 e 2019, interpretou o papel de Glenn Talbot na série da Marvel, Agents of S.H.I.E.L.D e, entre 2017 e 2018, interpretou o papel de Morgan Edge em Supergirl.

## Vida pessoal
Adrian foi casado com Natalie Maines da banda Dixie Chicks. O casal conheceu-se em maio de 1999 no casamento da colega de banda de Natalie, Emily Robison com o amigo de Adrian, o cantor e compositor Charlie Robison.
O seu casamento decorreu na Little Wedding Chapel em Las Vegas. A cerimónia custou 55 dólares e foi oficializada pelo pastor da capela. O casal tem dois filhos, Jackson Slade Pasdar (n. 15 de março de 2001) e Beckett Finn Pasdar (n. 14 de julho de 2004) e vive entre Los Angeles e Austin.
Em julho de 2017, Natalie Maines anunciou que o casal ia divorciar-se depois de 17 anos de casamento. O divórcio só foi finalizado dois anos depois, a 19 de dezembro de 2019 uma vez que Pasdar contestou a validade do acordo pré-nupcial e tentou alegar que se encontrava numa situação de pobreza em tribunal para tentar obter uma pensão de alimentos da mulher, apesar de ter declarado rendimentos de mais de 400.00 dólares em 2018. Maines disse que o álbum Gaslighter das Dixie Chicks, lançado em 2020, inclui várias músicas com temas bastante pessoais que ela escreveu durante o processo de divórcio. Uma das músicas fala sobre um marido que traiu e tentou manipular a mulher, o que leva ao fim do casamento.
Ele tem uma tatuagem de uma âncora no braço com o nome dos dois filhos. A tatuagem significa que a família é a sua âncora e apoio na vida. Adrian também tem uma tatuagem com o símbolo chinês da Força que fez quando estava a filmar Shanghai 1920.
Adrian é guitarrista na banda de rock, Band from TV. A banda é formada por Greg Grunberg (de Heroes), James Denton (de Desperate Housewives), Hugh Laurie (Dr. House), entre outros e o lucro que conseguem nos concertos vai para a caridade.

## Filmografia
| Ano           | Título                                    | Papel                                                | Realizador/ Criador da Série            | Notas                                                   |
| 1986          | Top Gun                                   | Lieutenant Charles "Chipper" Piper                   | Tony Scott                              |                                                         |
| 1986          | Solarbabies                               | Darstar                                              | Alan Johnson                            |                                                         |
| 1986          | Streets of Gold                           | Timmy Boyle                                          | Joe Roth                                |                                                         |
| 1987          | Made in U.S.A.                            | Dar                                                  | Ken Friedman                            |                                                         |
| 1987          | Near Dark                                 | Caleb Colton                                         | Kathryn Bigelow                         |                                                         |
| 1989          | Cookie                                    | Vito                                                 | Susan Seidelman                         |                                                         |
| 1990          | Torn Apart                                | Ben Arnon                                            | Jack Fisher                             |                                                         |
| 1990          | The Lost Capone                           | Ricard Hart/Jimmy Capone                             | John Gray                               | Protagonista                                            |
| 1990          | Vital Signs                               | Michael Chatham                                      | Marisa Silver                           |                                                         |
| 1991          | Shanghai 1920                             | Dawson Cole                                          | Po-Chih Leong                           |                                                         |
| 1991          | Grand Isle                                | Robert Lebrun                                        | Mary Lambert                            |                                                         |
| 1992          | Just Like a Woman                         | Gerald Tilson/Geraldine                              | Christopher Monger                      |                                                         |
| 1993          | Ghost Brigade                             | Captain John Harling                                 | George Hickenlooper                     |                                                         |
| 1993          | Carlito's Way                             | Frankie Taglialucci                                  | Brian De Palma                          |                                                         |
| 1994          | The Last Good Time                        | Eddie                                                | Bob Balaban                             |                                                         |
| 1994          | Shadows of Desire                         | Jude Snow                                            | Sam Pillsbury                           |                                                         |
| 1995          | Slave of Dreams                           | Joseph                                               | Robert M. Young                         |                                                         |
| 1995          | A Mother's Gift                           | William Deal                                         | Jerry London                            |                                                         |
| 1996          | Profit                                    | Jim Profit                                           | David Greenwalt, John McNamara          | Série de TV - Protagonista                              |
| 1996          | The Pompatus of Love                      | Josh                                                 | Richard Schenkman                       |                                                         |
| 1997          | Feds                                      | C. Oliver Resor                                      |                                         | Série de TV - Papel recorrente                          |
| 1997          | Wounded                                   | Hanaghan                                             | Richard Martin                          |                                                         |
| 1997          | Love in Another Town                      | Jake Cantrell                                        | Lorraine Senna                          |                                                         |
| 1997          | Touched by Evil                           | Jerry Braskin                                        | James A. Contner                        | Tele-filme. Protagonista com Paula Abdul                |
| 1997          | House of Frankenstein                     | Detective Vernon Coyle                               | Peter Werner                            |                                                         |
| 1998          | The Outer Limits                          | Tanner Brooks                                        | David Warry-Smith                       | Guest appearance: 4.5 - "In the Zone"                   |
| 1999          | Port Chicago Mutiny                       | Lt. Maravich                                         | Kevin Hooks                             |                                                         |
| 2000–2002     | Mysterious Ways                           | Declan Dunn                                          | Peter O'Fallon                          | Série de TV. Protagonista                               |
| 2002          | The Twilight Zone                         | Andrew Lomax                                         | Peter O'Fallon                          | Temporada 1 - Episódio: 4                               |
| 2003–2005     | Judging Amy                               | David McClaren                                       | Amy Brenneman, Bill D'Elia, John Tinker | Série de TV. Papel recorrente (Temporadas 5-6)          |
| 2003          | Secondhand Lions                          | Traveling Salesman                                   | Tim McCanlies                           |                                                         |
| 2005          | Desperate Housewives                      | David Bradley                                        | Marc Cherry                             | Participacão Especial: Temporada 2 - Episódios: 4 ao 6  |
| 2006–2009     | Heroes                                    | Nathan Petrelli (temporadas 1-3) Sylar (temporada 4) | Tim Kring                               | Elenco principal                                        |
| 2008          | Home Movie                                | David Poe                                            | Christopher Denham                      |                                                         |
| 2009          | The Super Hero Squad Show                 | Clint Barton / Hawkeye                               |                                         | Voz                                                     |
| 2010          | Black Panther                             | Capitão América                                      |                                         | Voz                                                     |
| 2011          | Castle                                    | Mark Fallon                                          | Andrew W. Marlowe                       | Participacão Especial: Temporada 3 - Episódios: 16 e 17 |
| 2011          | Marvel Anime: Iron Man                    | Tony Stark / Iron Man                                |                                         | Voz, versão em Inglês                                   |
| 2011–2013     | The Lying Game                            | Alec Rybak                                           |                                         |                                                         |
| 2011          | Young Justice                             | Hugo Strange                                         |                                         | Voz                                                     |
| 2012          | Ultimate Spider-Man                       | Tony Stark / Iron Man                                |                                         | Voz                                                     |
| 2012          | Political Animals                         | Presidente Paul Garcetti                             |                                         | Voz                                                     |
| 2013-2016     | Avengers Assemble                         | Tony Stark / Iron Man                                |                                         | Voz                                                     |
| 2013          | Hulk and the Agents of S.M.A.S.H.         | Tony Stark / Iron Man                                |                                         | Voz                                                     |
| 2013          | Phineas and Ferb: Mission Marvel          | Tony Stark / Iron Man                                |                                         | Voz                                                     |
| 2013          | Lego Marvel Super Heroes                  | Tony Stark / Iron Man                                |                                         | Voz                                                     |
| 2013          | Burn Notice                               | Randall Burke                                        | Matt Nix                                | 7ª temporada. 4 episódios                               |
| 2013          | Iron Man & Hulk: Heroes United            | Tony Stark / Iron Man                                |                                         | Voz                                                     |
| 2014          | Iron Man & Captain America: Heroes United | Tony Stark / Homem de Ferro                          |                                         | Voz                                                     |
| 2014          | Captain America: The Winter Soldier       | Glenn Talbot -                                       | Irmãos Russo                            |                                                         |
| 2014–2019     | Agents of S.H.I.E.L.D.                    | Glenn Talbot / Graviton                              |                                         | Função recorrente                                       |
| 2014–2015     | Forever                                   | Adam                                                 | Matt Miller                             |                                                         |
| 2015–presente | Transformers: Robots in Disguise (2015)   | Micronus                                             |                                         | Voz                                                     |
| 2015          | Disney Infinity 3.0                       | Tony Stark / Iron Man                                | Avalanche Studios                       | Voz                                                     |
| 2016–2017     | Colony                                    | Nolan Burgess                                        |                                         | recorrente                                              |
| 2016–2019     | Milo Murphy's Law                         | Mr. Chase                                            |                                         | Voz                                                     |
| 2017-2018     | Supergril                                 | Morgan Edge                                          | Warner Chanel                           | Função recorrente                                       |
| 2019          | Grand Hotel                               | Felix                                                |                                         | 3 Episódios                                             |
| 2019          | Pastalight                                | Costas Yfantopoulos                                  |                                         | Curta-metragem                                          |
| 2020          | A Fall from Grace                         |                                                      | Netflix filmes                          |                                                         |